# Petter Myhlback

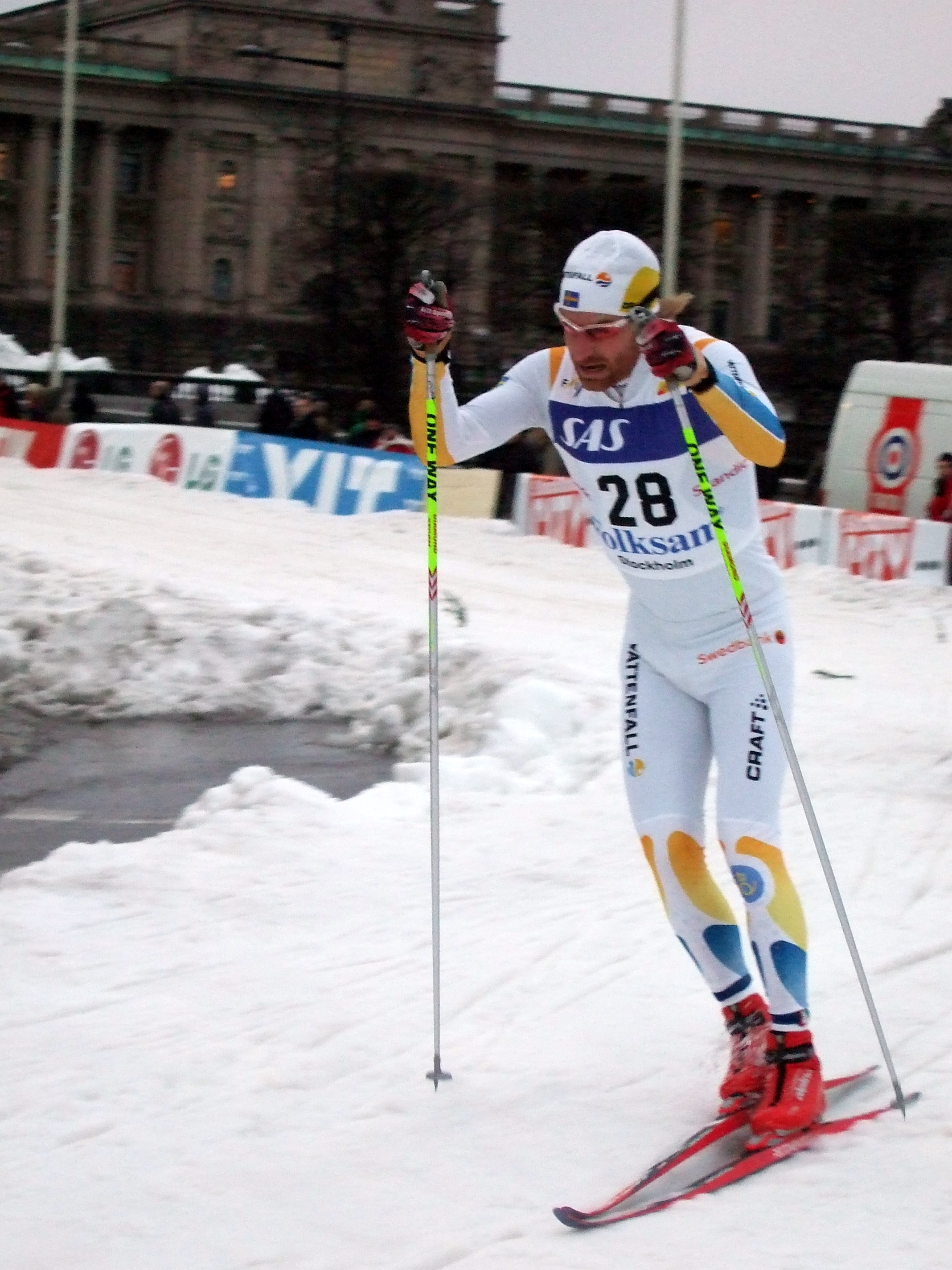
Petter Myhlback

Petter Myhlback, född 24 oktober 1976, är en svensk längdskidåkare, bosatt i Bjursås, Dalarna. 
Hans specialitet är sprinttävlingar i klassisk stil och hans kännetecken är att han (oftast) enbart stakar sig genom loppen utan att använda fästvalla på skidorna. Myhlback tävlar för Karlslunds IF i Örebro. Som skidåkare är hans främsta världscupmeriter en prologseger (Estland 2007), en sjätteplats (Kina 2007) och en niondeplats (Norge 2005). Samtliga dessa framgångar i sprint, klassisk stil. På nationell nivå har han vunnit flera långlopp och tagit ett SM-silver (sprint, 2005).
Innan han som 27-åring (2004) började tävla i sprintskidåkning tillhörde han svenska eliten i mountainbike.
Han är far till Alvar Myhlback.

## VM
Vid VM 2007 i Sapporo, Japan kom Petter Myhlback på 23:e plats i sprint.